# Kurşunlu (stad)
Kurşunlu is de hoofdstad (İlçe Merkezi) van het gelijknamige district in de provincie Çankırı in het noorden Turkije. De plaats telt 11.569 inwoners (2000).

## Verkeer en vervoer
Kurşunlu ligt aan de nationale weg D100 en de provinciale weg 18-75.
Centrale districtsplaats (İlçe Merkezi): Kurşunlu
Gemeenten (Beldeler): Çavundur · Dumanlı · Hacımuslu · Sivricek · Taşkaracalar
Dorpen (Köyler):
Ağılözü · Başovacık · Bereket · Çatkese · Çaylıca · Çırdak · Çukurca · Dağören · Dağtarla · Demirciören · Eskiahır · Göllüce · Hocahasan · İğdir · Kapaklı · Kızılca · Köpürlü · Madenli · Sarıalan · Sumucak · Sünürlü · Yamukören · Yeşilöz